# Campionat d'Àustria amateur
El campionat d'Àustria amateur fou una competició futbollística disputada a Àustria, durant els anys 1929 i 1937. Apareguda poc després de la instauració del professionalisme (establert bàsicament a la capital Viena), aquesta competició permeté als clubs amateurs austríacs dels diferents estats federals competir en un campionat nacional. La competició es disputava en sistema d'eliminatòries.

## Historial
- 1929: Grazer AK
- 1930: Kremser SC
- 1931: Linzer ASK
- 1932: Grazer AK
- 1933: Grazer AK
- 1934: Sturm Graz
- 1935: Badener AC
- 1936: 1. Wiener Neustädter SC
- 1937: Post SV Wien